# Schrötter
Schrötter bzw. Schroetter ist ein Familienname. Zu Herkunft und Bedeutung siehe Schröder.

## Namensträger
Familien
- Schrötter (Adelsgeschlecht), preußisches Adelsgeschlecht
- Schrötter von Kristelli (Adelsgeschlecht), österreichisches Adelsgeschlecht

Personen
- Adelbert von Schroetter (1817–1874), preußischer Landrat des Kreises Meisenheim
- Adolf Schrötter (* 1892), tschechoslowakischer Jurist und deutscher Landrat
- Alfred Schrötter von Kristelli (1851–1935), österreichischer Maler und Kunsterzieher
- Anton Schrötter von Kristelli (1802–1875), österreichischer Chemiker und Mineraloge
- Antonia Schrötter von Kristelli (1828–1916), österreichische Frauenrechtlerin
- Bernhard von Schrötter (1772–1842), österreichischer Maler und Lithograf
- Bruno von Schrötter (1816–1888), deutscher Verwaltungsjurist, Richter und Landrat
- Charlotte Schrötter-Radnitz (1899–1986), tschechisch-italienische Malerin
- Eduard von Schrötter (1822–1883), deutscher Verwaltungsjurist und  Landrat
- Erich Schroetter (1875–1946), deutscher Diplomat und Ministerialdirigent
- Erich von Schrötter (1885–1946), österreichisch-US-amerikanischer Jurist, Hochschullehrer und Schriftsteller
- Franz Ferdinand von Schrötter (1736–1780), österreichischer Rechtswissenschaftler, Historiker und Beamter
- Friedrich Schrötter, österreichischer Generalmajor
- Friedrich von Schrötter (Numismatiker) (1862–1944), deutscher Ökonom, Kunsthistoriker und Numismatiker
- Friedrich Leopold von Schrötter (1743–1815), deutscher Offizier und Politiker
- Georg Schrötter (1650–1717), deutscher Bildhauer
- Georg Schrötter (Archivar) (1870–1949), deutscher Archivar
- Gustav von Schrötter (1830–1919), deutscher Offizier und Militärattaché
- Hans Schrötter von Kristelli (1891–1965), österreichischer Maler und Illustrator
- Heike Schroetter (* 1956), deutsche Schauspielerin und Synchronsprecherin
- Hermann von Schrötter (1870–1928), österreichischer Physiologe und Luftfahrtmediziner
- Hugo Schrötter (1856–1911), österreichischer Chemiker
- Karl Wilhelm von Schrötter (1748–1819), deutscher Politiker
- Leonhard von Schroetter (* 1999), deutscher Fußballspieler
- Leopold Schrötter von Kristelli (1837–1908), österreichischer Sozialmediziner
- Mara Schrötter-Malliczky (auch Mara von Malliczky; 1893–1976), österreichisch-US-amerikanische Künstlerin
- Marcel Schrötter (* 1993), deutscher Motorradrennfahrer
- Max Schrötter (1859–1937), deutscher Generalleutnant
- Siegfried Freiherr von Schrötter (1895–1974), deutscher Offizier und Pferdezüchter
- Theobald von Schroetter (1820–1881), deutscher Generalmajor
- Udo Schrötter (* 1981), deutscher Fußballspieler
- Waldemar von Schrötter (1842–1894), preußischer Generalmajor
- Wilhelm von Schroetter (Politiker, 1837) (1837–1918), deutscher Verwaltungsbeamter und Politiker
- Wilhelm von Schrötter (Politiker, 1810) (1810–1876), deutscher Jurist und Politiker